# 御代インターチェンジ
御代インターチェンジ（みだいインターチェンジ）は、三重県伊賀市川東にある名阪国道のインターチェンジである。

## 道路
- E25 名阪国道（10番）

## 接続道路
- 三重県道2号伊賀青山線

## 周辺
- DMG森精機 伊賀事業所
- フォスター電機 伊賀物流センター
- まねきや硝子 伊賀工場
- プリマハム 三重工場
- 三重県立あけぼの学園高等学校
- 幸福会ヤマギシ会本部
- JR関西本線 新堂駅

## バス路線

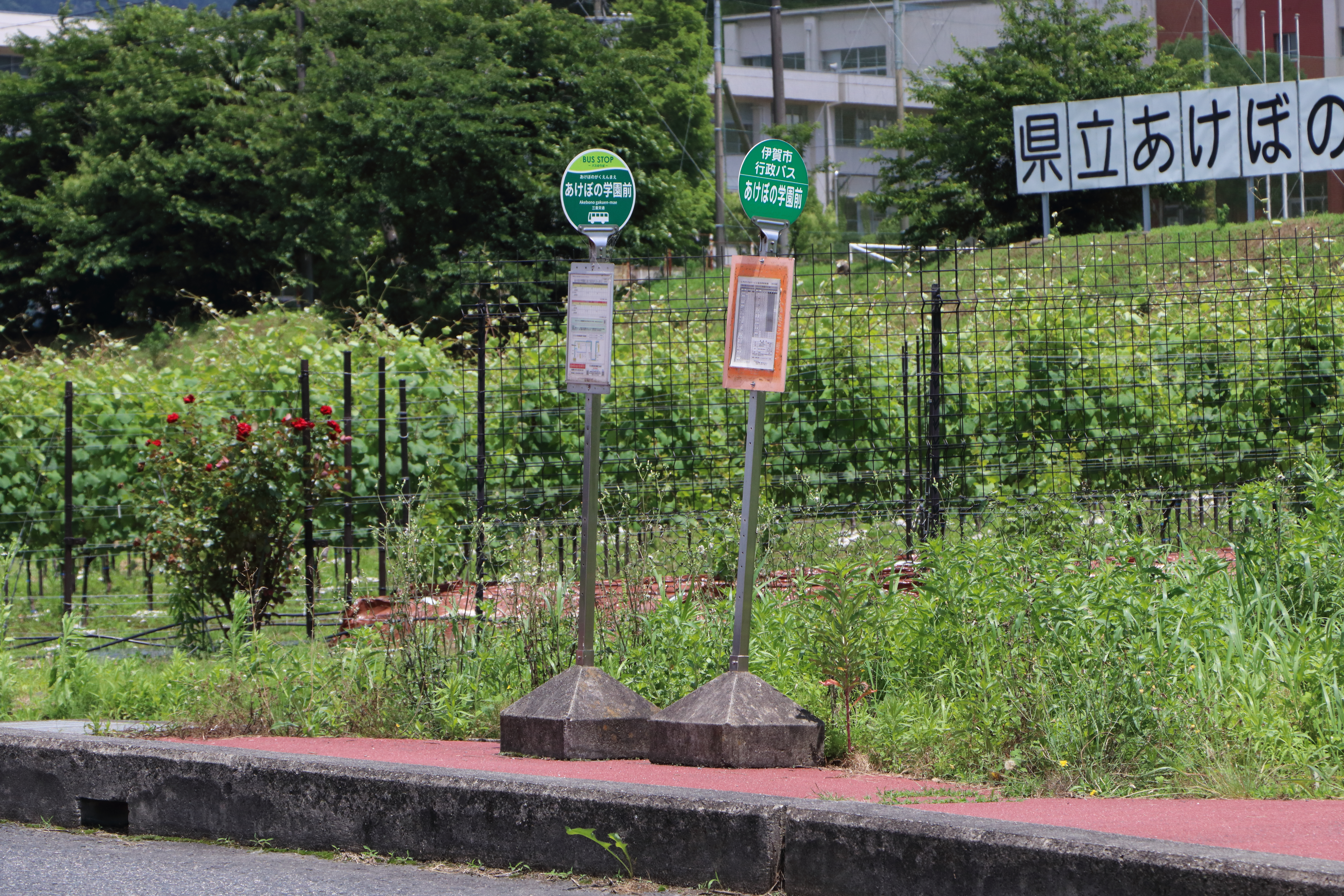
あけぼの学園前 バス停

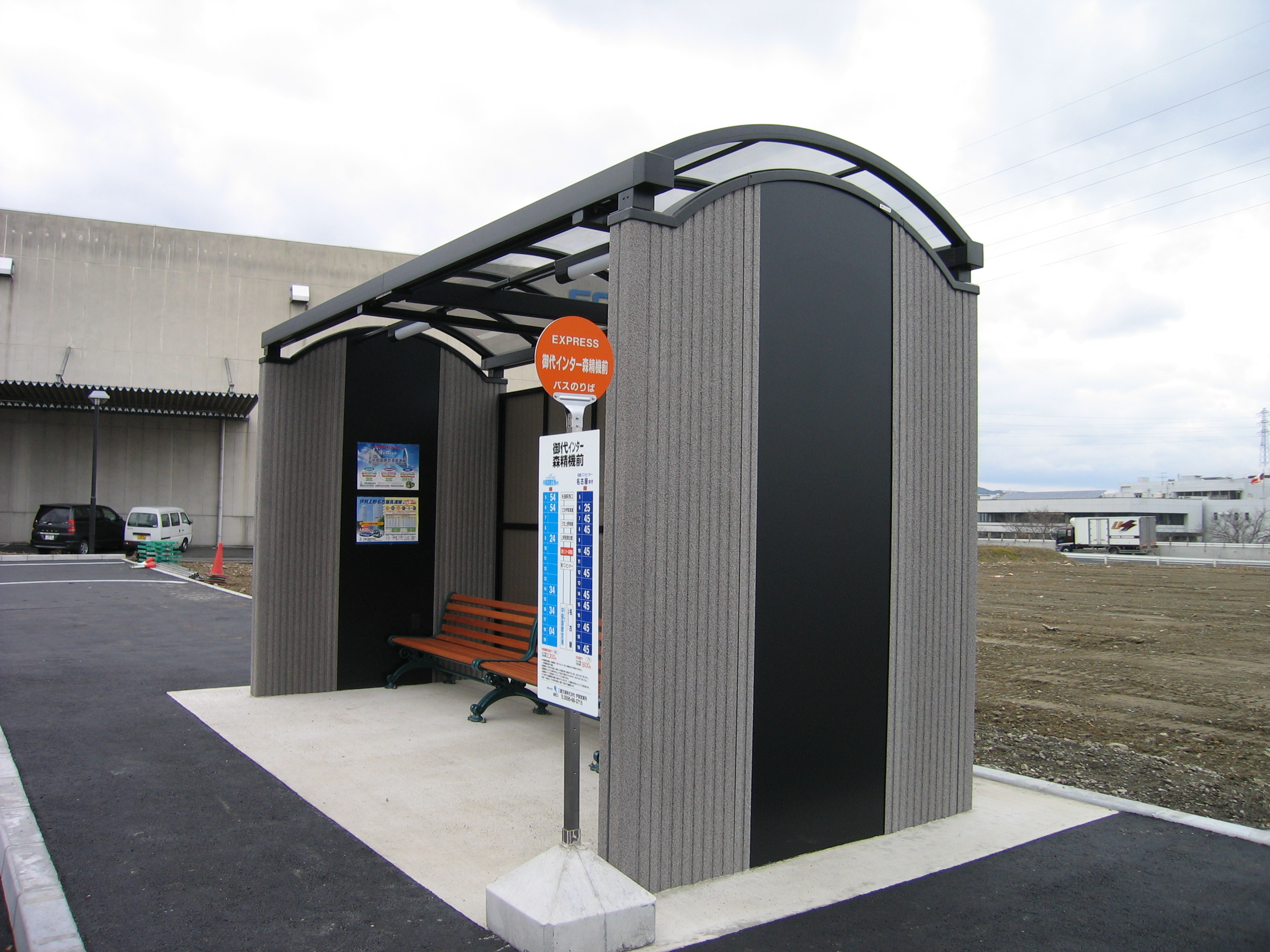
御代インター森精機前バス停

付近に三重交通の停留所が2つあるため、まとめて解説する。

### あけぼの学園前
路線バス専用停留所。
27系統：城北経由 上野市駅 行、新堂駅南口 行
29系統：寺田経由 上野市駅 行、新堂駅南口 行

いがまち行政サービス巡回車（希望ヶ丘線）

### 御代インター森精機前
高速バス専用停留所。
高速伊賀大宮線（いが号）：名張市役所 行、西武大宮営業所 行
名古屋伊賀上野高速線：三交上野車庫 行、名鉄バスセンター 行
（※当停留所から高速伊賀大宮線（いが号）の「名張市役所 行」へ乗車することはできない（「おりば専用」として扱うため））

## 隣
E25 名阪国道
(9) 下柘植IC - (10) 御代IC - (11) 壬生野IC